# Pokpong Pombubpha
Pokpong Pombubpha (thailändisch ปกป้อง ป้อมบุบผา, * 4. Dezember 2007) ist ein thailändischer Fußballspieler.

## Karriere
Pokpong Pombubpha erlernte das Fußballspielen in der Jugendmannschaft vom Samut Prakan City FC. Die erste Mannschaft des Vereins aus Samut Prakan spielte in der zweiten thailändischen Liga. Am 30. April 2023 kam der Jugendspieler im Alter von 15 Jahren zu seinem ersten Einsatz in der zweiten Liga. Er wurde am 34. Spieltag im Auswärtsspiel bei der 2:0-Niederlage gegen den Nakhon Pathom United FC in der 90.+3 Minute für den Japaner Shō Shimoji eingewechselt. In seiner ersten Profisaison bestritt er zwei Zweitligaspiele. Im Sommer 2024 wurde sein Vertrag nicht verlängert.